# Парк51
Парк51 (Park51, с оригинално название Кордоба Хаус – Cordoba House) е предложено 13-етажно здание в Ню Йорк за средище на мюсюлманската общност.
Избраното място е на 2 пресечки от Световния търговски център в Южен Манхатън. По-голямата част от средището се предлага да бъде достъпна за широката общественост, а неговите застъпници настояват, че построяването му би спомогнало за диалога между различните религии. Предага се да включва съдържа за мюсюлмански молитви, което създава полемика с наименоването му като Джамия на Кота Нула. Мнозина коментатори обаче подчертават, че това няма да бъде нито джамия, нито ще е разположено при Кота Нула.
Парк51 се предлага да замести съществуваща сграда, построена през 1850-те години в италианатски стил, която се използва като Текстилна фабрика Бърлингтън преди атаките от 11 септември 2001 г. Мултирелигиозните аспекти от проекта включват зала с 500 места, театър, център за сценично изкуство, фитнес-център, басейн, детски кът, книжарница, школа по кулинария, художествено студио, заведения за хранене, както и паметник на жертвите от терористичните атентати от 11 септември. Молитвеното място за мюсюлманската общност би побирало 1000 – 2000 души.